# David Coulthard
David Marshall Coulthard MBE ((/ˈkoʊlθɑːrt/; sinh ngày 27 tháng 3 năm 1971) là một cựu tay đua người Anh đến từ Scotland. Ông đã thi đấu trong 15 mùa giải Công thức 1 liên tiếp từ năm 1994 đến 2008, giành được 13 chiến thắng và 62 lần lên bục vinh quang. Thành tích tốt nhất của ông là vị trí á quân trong giải đua xe Công thức 1 2001 với McLaren. Ngoài ra, ông còn được biết đến với biệt danh 'DC',
Coulthard bắt đầu sự nghiệp đua xe chuyên nghiệp khi bắt đầu đua xe kart vào lúc 11 tuổi và đạt được thành công ban đầu trước khi chuyển sang giải đua British Ford Formula và giải đua Formula 3000. Ông đã bắt đầu sự nghiệp Công thức 1 khi đua với Williams vào mùa giải 1994 sau khi Ayrton Senna qua đời. Năm sau, ông đã giành được chiến thắng đầu tiên trong sự nghiệp Công thức 1 ở Bồ Đào Nha. Vào mùa giải 1996, ông chuyển đến McLaren. Sau khi giành chiến thắng ở hai chặng đua trong mùa giải 1997, ông đã đứng thứ 3 trong bảng xếp hạng các tay đua vào mùa giải 1998.
Ông đã thắng 5 cuộc đua trong các năm 1999 và 2000 trước khi đứng thứ 2 trong bảng xếp hạng các tay đua sau Michael Schumacher vào năm 2001. Ông đã giành thêm hai chiến thắng tiếp theo từ năm 2002 đến 2003 trước khi rời McLaren vào cuối năm 2004. Sau đó, ông chuyển đến Red Bull Racing vào năm 2005 và lên được bục trao giải lần đầu tiên cho đội một năm sau đó. Coulthard kết thúc thời gian tham gia Công thức 1 vào cuối năm 2008.
Sau khi từ giã Công thức 1, Coulthard tiếp tục làm việc với Red Bull với tư cách là cố vấn. Ngoài ra, ông tham gia BBC với tư cách là nhà bình luận và chuyên gia đưa tin về Công thức 1. Vào năm 2010, ông đã quay trở lại đua xe thể thao khi tham gia đội đua Mücke Motorsport ở giải đua Deutsche Tourenwagen Masters (DTM) cho đến khi nghỉ hưu vào cuối năm 2012. Coulthard cũng đã tham gia Race of Champions, về nhì vào năm 2008 và giành chiến thắng trong giải đua đó vào năm 2014 và 2018. Kể từ năm 2016, ông làm việc với tư cách là nhà bình luận và nhà phân tích cho kênh Channel 4 của Anh sau khi kênh này tiếp quản bản quyền truyền hình mặt đất của BBC.
Năm 2019, ông được bầu làm chủ tịch Câu lạc bộ các tay đua của Anh.

## Đầu đời
Coulthard sinh ngày 27 tháng 3 năm 1971 tại Twynholm, Kirkcudbrightshire, Scotland. Ông là một trong ba người con của người chuyên chở đường bộ Duncan Coulthard và Elizabeth Joyce Coulthard (nhũ danh Marshall). Gia đình ông có quan hệ với đua xe mô tô: Ông nội của ông đã tham gia giải đua Monte Carlo Rally và cha ông đã lái xe kart và trở thành nhà vô địch giải đua xe kart quốc gia Scotland. Từ khi còn nhỏ, đua xe thể thao là sở thích của ông và sau này, ông đã coi các nhà vô địch Công thức 1 Jim Clark, Nigel Mansell và Alain Prost là những thần tượng thời thơ ấu của mình. Coulthard đi học ở Học viện Kirkcudbright và đạt tám điểm O-grades.

## Sự nghiệp

### Sự nghiệp Công thức 1 (1994-2008)

#### Williams (1994-1995)

##### 1994: Lên được bục trao giải ngay tại mùa giải đầu tiên trong sự nghiệp Công thức 1

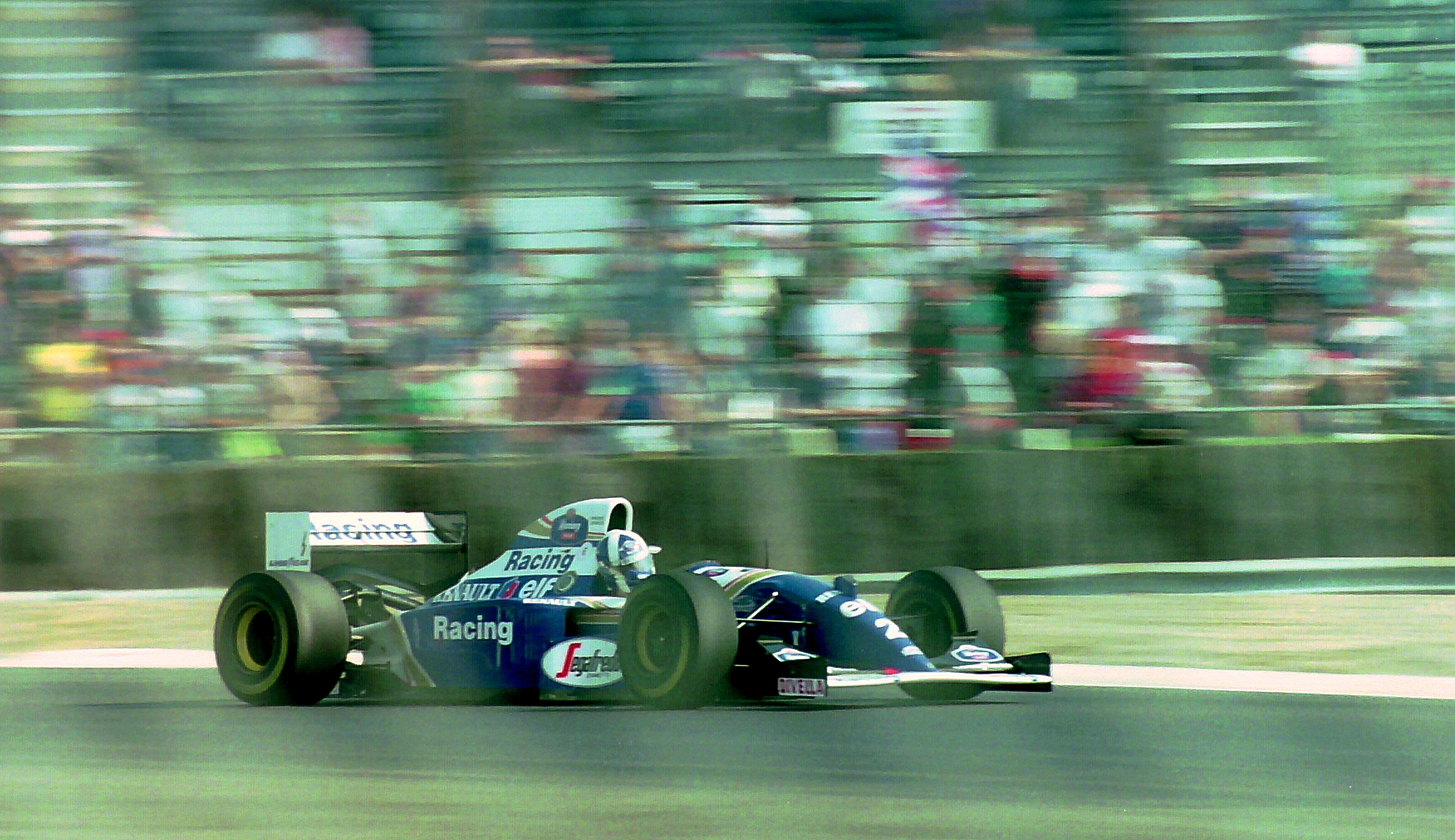
David Coulthard ở giải đua ô tô Công thức 1 Anh 1994

Trong suốt năm 1993 và 1994, Coulthard được đội Williams nhận làm tay đua lái thử và sau đó tay đua chính của họ. Sau cái chết của Ayrton Senna tại giải đua ô tô Công thức 1 San Marino 1994, ông tiếp quản vị trí tay đua chính từ Senna. Sau đó, ông nhận được một cuộc điện thoại từ ông chủ Frank Williams về yêu cầu lái thử chiếc xe Williams tại trường đua Jerez trong bốn ngày. Ông đã chấp nhận buổi lái thử đó và ông đã phải bỏ lỡ chặng đua ở giải F3000 tại Pau.
Tại chặng đua Công thức 1 đầu tiên của mình ở Tây Ban Nha, Coulthard vượt qua vòng phân hạng ở vị trí thứ tám và đang ở vị trí tính điểm trước khi động cơ bị hỏng 34 vòng sau khi kết thúc. Sau đó, ông đã ghi điểm đầu tiên trong sự nghiệp Công thức 1 của mình với vị trí thứ năm tại Canada. Williams đã thay thế Coulthard bằng nhà vô địch Công thức 1 năm 1992 người Anh Nigel Mansell tại cuộc đua tiếp theo ở Pháp do áp lực từ nhà cung cấp động cơ Renault. Động thái này đã làm căng thẳng mối quan hệ giữa Williams và Coulthard. Thế nhưng, ông đã trở lại Williams tại giải đua ô tô Công thức 1 Anh và ông về thứ năm tại chặng đua đó. Tại giải đua ô tô Công thức 1 Đức, Williams đã giới thiệu một phiên bản sửa đổi của chiếc xe đua của đội với tên gọi Williams FW16B. Ông phải bỏ cuộc liên tiếp trong hai cuộc đua tiếp theo nhưng đã ghi điểm ba lần liên tiếp bao gồm lên bục trao giải sau khi về đích ở vị trí thứ hai tại giải đua ô tô Công thức 1 Bồ Đào Nha. Mansell sau đó đã nắm vị trí tay đua chính của Coulthard trong ba chặng đua cuối cùng của mùa giải.
Coulthard kết thúc mùa giải ở vị trí thứ tám với Williams và đội đua của ông giành chức vô địch Công thức 1. Coulthard đã được trao giải Nhân vật thể thao trẻ của năm của BBC và nhận được giải thưởng Nhân vật thể thao của năm của BBC Scotland vì thành tích ấn tượng trong mùa giải Công thức 1 đầu tiên của ông.
Vào tháng 11, Coulthard vướng vào một vụ tranh chấp hợp đồng. Trước thềm giải đua ô tô Công thức 1 Úc, Coulthard quyết định rời Williams và ký hợp đồng với McLaren. Tuy nhiên, Williams nhấn mạnh rằng đội có quyền thực hiện lựa chọn giữ Coulthard. Người quản lý của Coulthard lập luận rằng sự tùy chọn đó của Williams là không ràng buộc. Sau vụ việc đó, việc tranh chấp đó được đưa ra hội đồng công nhận hợp đồng của Công thức 1 và hội đã quyết rằng Coulthard phải ở lại Williams.

##### 1995: Đứng ở vị trí top 3 trong bảng xếp hạng

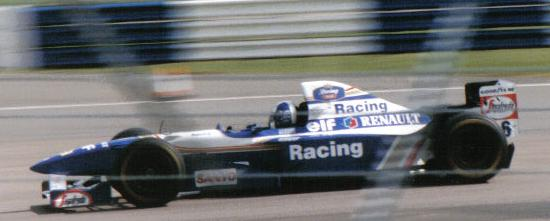
David Coulthard tại giải đua ô tô Công thức 1 Anh 1995

Coulthard ở lại với Williams cùng với Damon Hill.
Mùa giải của ông bắt đầu với một cuộc tranh cãi giữa ông và tay đua người Đức Michael Schumacher của đội Benetton bị truất quyền thi đấu vì nhiên liệu bất thường ở chặng đua đầu tiên tại Brasil. Coulthard đã phải bỏ cuộc bốn chặng đua sau đó nhưng ông lấy được điểm trở lại tại giải đua ô tô Công thức 1 San Marino sau khi về đích ở vị trí thứ tư.
Bất chấp thành tích tệ hại của ông trong giai đoạn đầu mùa giải, Coulthard đã lên bục trao giải bốn lần liên tiếp. Ở Ý, ông đã giành được vị trí pole đầu tiên trong sự nghiệp của mình sau vòng phân hạng nhưng phải bỏ cuộc trong cuộc đua ngày sau đó. Đối với giải đua ô tô Công thức 1 Bồ Đào Nha, Williams đã giới thiệu một phiên bản sửa đổi của chiếc xe của họ với tên gọi Williams FW17B. Coulthard giành vị trí pole sau vòng phân hạng và dẫn đầu phần lớn cuộc đua để giành chiến thắng đầu tiên trong sự nghiệp Công thức 1. Ông lên bục tại giải đua ô tô Công thức 1 Châu Âu và giải đua ô tô Công thức 1 Thái Bình Dương nhưng bỏ cuộc tại hai chặng đua cuối cùng của mùa giải, Nhật Bản và Úc. Coulthard đã kết thúc mùa giải ở vị trí thứ ba trong bảng xếp hạng các tay đua và giúp Williams giành được vị trí á quân trong bảng xếp hạng các tay đua.

#### McLaren (1996-2004)

##### 1996: Mùa giải đầu tiên với McLaren

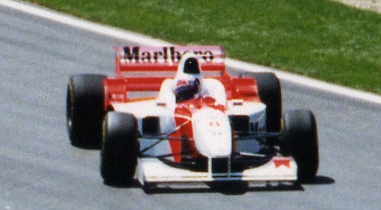
David Coulthard trong buổi chạy tập tại giải đua ô tô Công thức 1 San Marino 1996

Vào năm 1996, Coulthard chuyển sang McLaren và làm đồng đội với tay đua giàu kinh nghiệm người Phần Lan Mika Häkkinen. Ông đã khởi đầu mùa giải này tệ hại vì gặp sự cố về ga ở Úc, bao gồm cả vụ va chạm với tay đua Martin Brundle của đội Jordan ở vòng đầu tiên. Coulthard xoay xe ở Brasil và về đích ngoài vị trí tính điểm ở Argentina. Tuy nhiên, Coulthard đã đổi ngược tình thế khi lên bục tại giải đua ô tô Công thức 1 Châu Âu tại trường đua Nürburgring và dẫn đầu cuộc đua ở San Marino trước khi gặp sự cố thủy lực. Ông lên bục trao giải sau khi về đích ở vị trí thứ hai tại giải đua ô tô Công thức 1 Monaco trong cuộc đua đường ướt tại Monaco trước khi bị tai nạn ở vòng đầu tiên trong cuộc đua mưa ướt ở Tây Ban Nha. Trước thềm giải đua ô tô Công thức 1 Canada, Coulthard đã ký gia hạn hợp đồng cho đến năm 1998 với McLaren. Coulthard đã giành được điểm trong bốn cuộc đua tiếp theo trước khi phải bỏ cuộc ba lần liên tiếp. Anh ấy đã kết thúc mùa giải sau khi về đích ngoài vị trí ghi điểm ở Bồ Đào Nha và Nhật Bản. Coulthard đã giành được vị trí thứ bảy trong bảng xếp hạng các tay đua với 18 điểm.

##### 1997: Độ bền bỉ kém của chiếc xe đua
Năm 1997, Coulthard lại tiếp tục ở lại McLaren cùng với Häkkinen. Ông khởi đầu mùa giải của mình khi chiến thắng tại chặng đua mở màn ở Úc. Tiếp theo đó, ông không thể ghi điểm trong bốn vòng tiếp theo do dính vào một vụ va chạm ở Argentina và độ bền bỉ kém của chiếc xe đua. Điều này đã ảnh hưởng trong suốt mùa giải của ông. Tại giải đua ô tô Công thức 1 Canada, Coulthard vào làn pit để đổi lốp khi đang dẫn đầu cuộc đua, thế nhưng, chiếc xe đua của ông gặp sự cố ly hợp và khiến ông phải bỏ cuộc. Trong suốt mùa giải này, ông đã phải bỏ cuộc thêm bốn lần nữa nhưng giành chiến thắng tại giải đua ô tô Công thức 1 Ý. Ông đã lên bục trao giải ở Áo và Jerez khi về đích ở vị trí thứ hai sau khi phải nhường vị trí dẫn đầu cho đồng đội Häkkinen theo lệnh của đội. Coulthard cán đích ở vị trí thứ ba trong bảng xếp hạng các tay đua và bằng điểm với Jean Alesi của Benetton.